# Hugo V, Duque da Borgonha
Hugo V (1294 - Argilly, 9 de Maio de 1315) foi duque da Borgonha da dinastia capetiana desde 1306 até à sua morte, e rei titular da Tessalónica de 1306 a 1313. Era filho de Roberto II, Duque da Borgonha e de Inês da França, por isso neto materno de São Luís e Margarida de Provença.
Ainda criança aquando da morte do seu pai a 21 de Março de 1306, herdou o ducado que foi regido pela mãe durante a sua minoridade. Morreu jovem, com o seu governo deixando apenas a lembrança da sua brilhante recepção como cavaleiro.
Muito jovem, tornou-se noivo de Catarina de Valois-Courtenay (1303-1346), imperatriz titular de Constantinopla, filha de Carlos, Conde de Valois, e de Catarina I de Courtenay. Com a morte de Catarina I de Courtenay em 1307, e não tendo irmãos varões, Catarina II era a herdeira de Constantinopla. Carlos de Valois preferiu ter um genro capaz de reconquistar esse reino e quis romper o noivado da filha. Hugo acabou por aceder a renunciar a esta união em troca de amplas compensações:
- Passou a ser noivo de Joana II de Navarra (1305-1347), filha do futuro rei Luís X de França (há dúvidas neste ponto, uma vez que esta era filha da sua irmã Margarida da Borgonha, e portanto sua sobrinha, o que poderia causar um impedimento da união por consanguinidade);
- a sua irmã Joana (1293-1349) recebeu a terra de Courtenay e casou-se com o futuro Filipe VI de França, filho de Carlos de Valois;
- o seu irmão Luís casou-se com Matilde de Hainaut, herdeira do Principado da Acaia, na Moreia.

A 9 de Outubro de 1305, Hugo foi investido com a dignidade de Par de França e em 1313 Filipe o Belo armou-o cavaleiro. Morreu dois anos depois, passando o ducado para o seu irmão Odo.